# Kostki Napiera

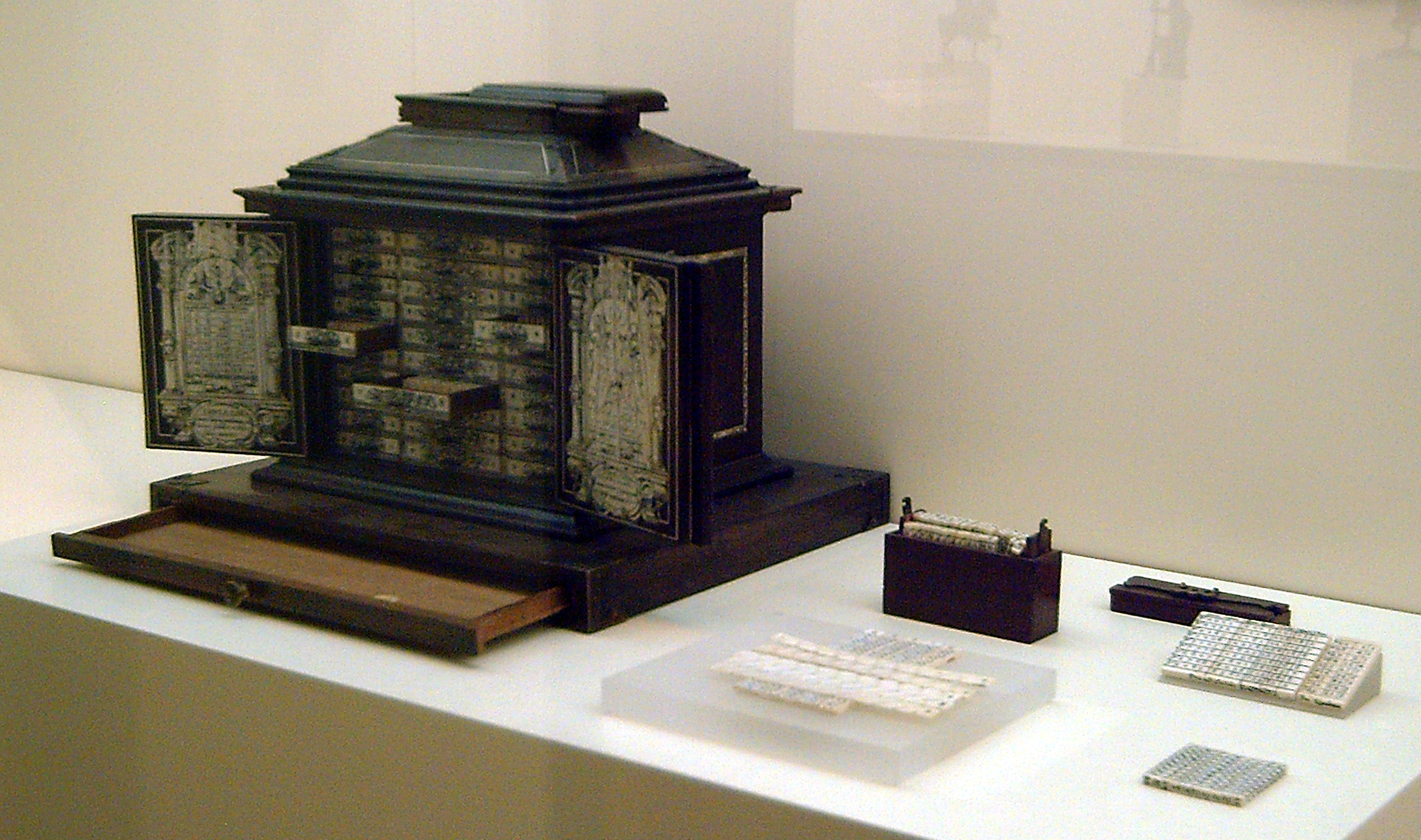
Kostki Napiera, XVII w. Narodowe Muzeum Archeologiczne w Madrycie.

Kostki Napiera, inaczej pałeczki Napiera – urządzenie wspomagające proces liczenia, skonstruowane i opisane przez Johna Napiera.
Napier zapisał pewną wersję tabliczki mnożenia na zbiorze specjalnych pałeczek (prętów) o przekroju kwadratowym. Na każdej płaszczyźnie takiego pręta figurował zapisany iloczyn danej mnożnej przy mnożeniu przez cyfry od 1 do 9. Chcąc wykonać mnożenie należało wybrać ze zbioru prętów te odpowiadające cyfrom mnożnej, ułożyć je obok siebie na podstawce i odczytać pewne iloczyny cząstkowe, aby je potem dodać do siebie.
Na bazie pomysłu Napiera Wilhelm Schickard skonstruował zegar liczący.